# Tobias Rötheli
Tobias Frank Rötheli (auch Tobias F. Rötheli; * 26. März 1958) ist ein Schweizer Ökonom und Hochschullehrer.

## Leben
Nach dem Lic. rer. pol.-Abschluss seines Studiums der Volkswirtschaftslehre und der Rechtswissenschaften an der Universität Bern 1982 betätigte Rötheli sich zunächst als Assistent am Volkswirtschaftlichen Institut der Universität Bern bei Jürg Niehans, bevor er 1986 dort mit der Arbeit Das Volkseinkommen und die internationalen Kapitalbewegungen zum Dr. rer. pol. promoviert wurde. 
Danach wurde Rötheli als Forschungsökonom und wissenschaftlicher Redakteur in der Forschungsabteilung der Schweizerischen Nationalbank tätig und war 1987/88 Gastforscher an der Federal-Reserve-Bank von St. Louis, von 1988 bis 1990 an der Harvard University und 1992/93 an der Stanford University. Die Habilitation erfolgte 1994 mit der Arbeit Monetary Regimes, Risk, and International Capital Accumulation, ebenfalls in Bern. Anschließend war Rötheli als Privatdozent an der Universität Bern tätig.
2000 folgte Tobias Rötheli dem Ruf an den Lehrstuhl für Makroökonomie an die Staatswissenschaftliche Fakultät der Universität Erfurt. Im April 2023 trat er in den Ruhestand.

## Forschungsschwerpunkte
Rötheli beschäftigt sich unter anderem mit Geld- und Währungstheorie, Banken und Finanzmärkte. Die begrenzte Rationalität der wirtschaftlichen Akteure sowie Modelle der menschlichen Erwartungsbildung und Bankenverhalten sind dabei zentrale Bereiche.

## Publikationen (Auswahl)
- Das Volkseinkommen und die internationalen Kapitalbewegungen (= Berner Beiträge zur Nationalökonomie. Bd. 50). Verlag Paul Haupt, Bern/Stuttgart 1986, ISBN 3-258-03669-1.
- Monetary Regimes, Risk, and International Capital Accumulation (= Berner Beiträge zur Nationalökonomie. Bd. 71). Verlag Paul Haupt, Bern/Stuttgart 1995, ISBN 3-258-05258-1.
- Expectations, Rationality and Economic Performance: Models and Experiments. Edward Elgar Publishing, Cheltenham 2009, ISBN 978-1848444683
- Causes of the Financial Crisis: Risk Misperception, Policy Mistakes, and Banks' Bounded Rationality. In: Journal of Socio-Economics. Bd. 39 (2010), S. 119 ff.
- The Superiority of Monetary over Barter Exchange: Experimental Results and Policy Implications. In: Scottish Journal of Political Economy. Bd. 58 (2011), S. 437 ff.
- The Behavioral Economics of Inflation Expectations: Macroeconomics Meets Psychology, Cambridge University Press, 2020, ISBN 978-1-108447-06-5.